# HMS Revenge (1699)
El HMS Revenge fue un navío de setenta cañones de la Marina Real Británica, botado en Deptford en 1699.
Fue renombrado HMS Buckingham en 1711, y sirvió hasta 1745, cuando fue hundido para formar parte de un rompeolas.